# Cai-não-cai
Cai-não-cai é um jogo feito pela Estrela, lançado no Brasil em abril de 1976.
Pode ser jogado de 2 a 4 jogadores e é composto de um tubo de acrílico amarelo que é encaixado em uma base, também de acrílico, com um furo no final, onde se encaixa a base, ele também pode ser feito de garrafa pet, varetas de churrasco e bolinhas de gude. No meio do tubo( ou garrafa pet ) há diversos furos, onde são colocadas as varetas.
Depois de colocadas as varetas, são colocadas as bolinhas de gude, que ficam presas pelo emaranhado de varetas.
Os jogadores vão retirando as varetas uma de cada vez, tentando evitar que as bolinhas caiam no fundo do tubo. Quem derrubar uma bolinha fica com ela até o final do jogo.
O objetivo do jogo é retirar todas as varetas do tubo, ficando com o menor número de bolinhas. No final do jogo, quando todas as varetas forem retiradas, e todas as bolinhas tiverem caído, cada jogador conta o número de bolinhas que deixou cair. Quem tiver o menor número de bolinhas é o vencedor.